# جيمس لاف
جيمس لاف (مواليد 20 أكتوبر 1987) لاعب اتحاد الرغبي إنجليزي يلعب حاليا لصالح نادي لندن سكوتيش.

## النشأة والتعليم
ولد في المنامة عاصمة البحرين. بدأ مسيرته في لعبة اتحاد الرجبي في الإمارات ولكن عندما بدأ تعليمه في المملكة المتحدة نقل مسيرته الكروية إلى المملكة المتحدة.
بدأ جيمس في مدرسة المستشفى الملكي في عام 1999 وليس فقط في الرجبي بل شمل أيضا كرة القدم وألعاب القوى. بدأ اللعب في مركز سكروم النصف حيث برز بتمريراته وقدره على الركل على مدى السنوات القليلة المقبلة.

## المسيرة الرياضية
بدأ حياته المهنية في نادي بليموث ألبيون واستطاع تثبيت نفسه هدافا للفريق. تألقه جلب اهتمام أندية أخرى التي أبدت رغبتها في التعاقد معه. وقع جيمس مع نادي لندن سكوتيش وأصبح جزءا لا يتجزأ من الفريق.
لعب جيمس أيضا لفريق الخليج العربي إس 7.

## إحصائيات
| السنة     | النادي        | المحاولات | التحويلات | الجزائيات |
| --------- | ------------- | --------- | --------- | --------- |
| 2013–2014 | لندن سكوتيش   | 0         | 0         | 0         |
| 2012–2013 | لندن سكوتيش   | 3         | 34        | 67        |
| 2011–2012 | بليموث ألبيون | ?         | ?         | ?         |